# Berndt Lindstedt
Berndt Lindstedt, eg. Olof Bernhard Lindstedt, född den 21 juli 1936 i Stora Malms församling, Södermanlands län, är en tidigare svensk travtränare och kusk med smeknamnet "Osten". Han har vunnit de flesta stora lopp, både i Sverige och internationellt. 
Lindstedt startade under det sena 1960-talet ett framgångsrikt så kallat popstall med Håkan Wallner på Solvalla.

## Karriär

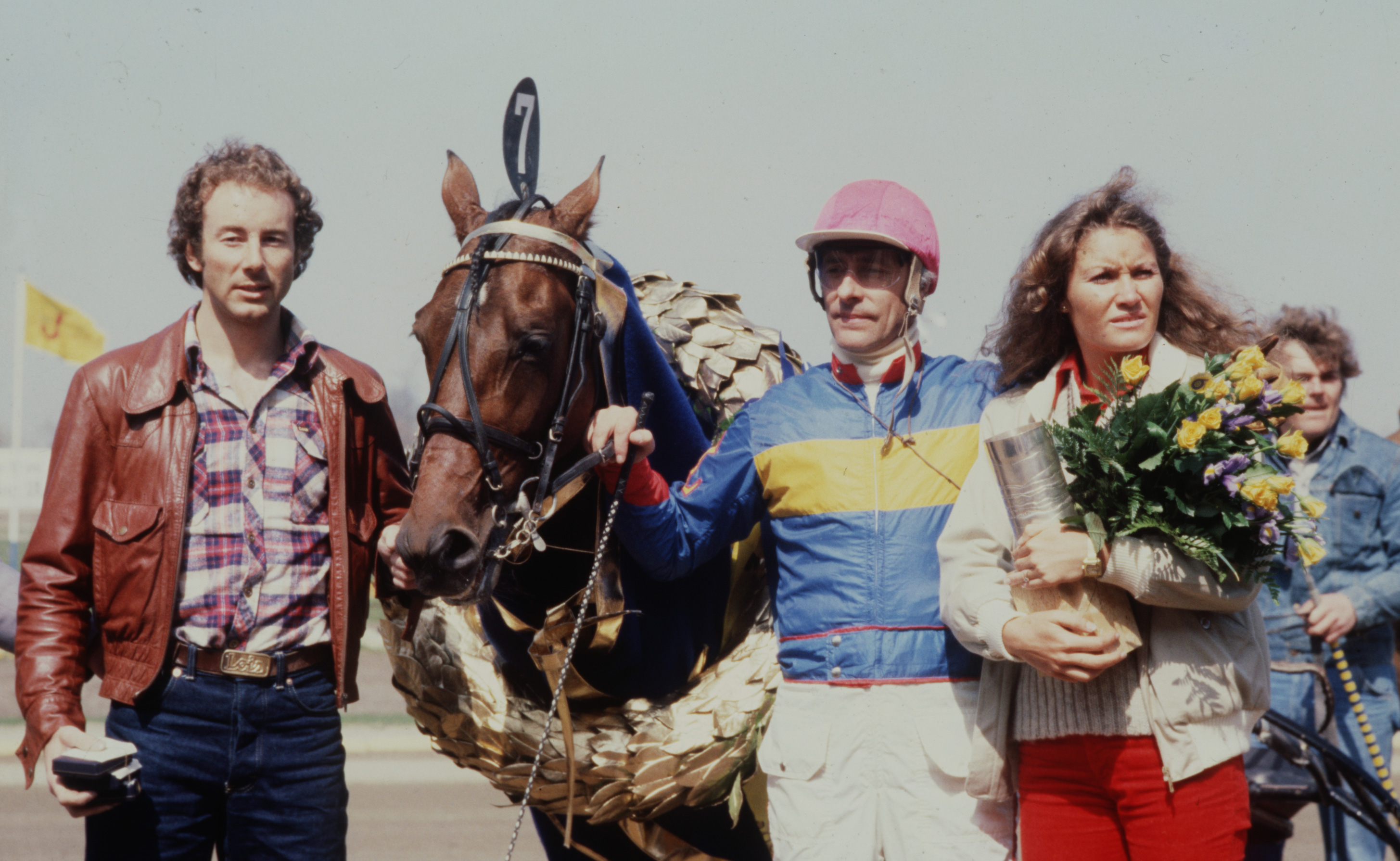
Lindstedt tillsammans med Pershing efter segern i Olympiatravet 1979. Prisutdelare var Ingemar Stenmark och Linda Haglund.

Lindstedt började sin karriär inom travsporten som lärling hos Kurt Mattsson, innan han i tio år arbetade hos Gösta Nordin på Solvalla. Under denna tiden fick Lindstedt även ett stipendium som gav möjlighet till att studera fransk travsport hos travtränaren Charlie Mills.
Efter tiden hos Nordin värvades Lindstedt som privattränare åt Stall Segerhuva, ägt bland annat av affärsmannen Olof Wallenius. Han värvades sedan till Håkan Wallners växande stall, som han lärt känna under lärlingstiden hos Kurt Mattsson.

### Popstall och USA

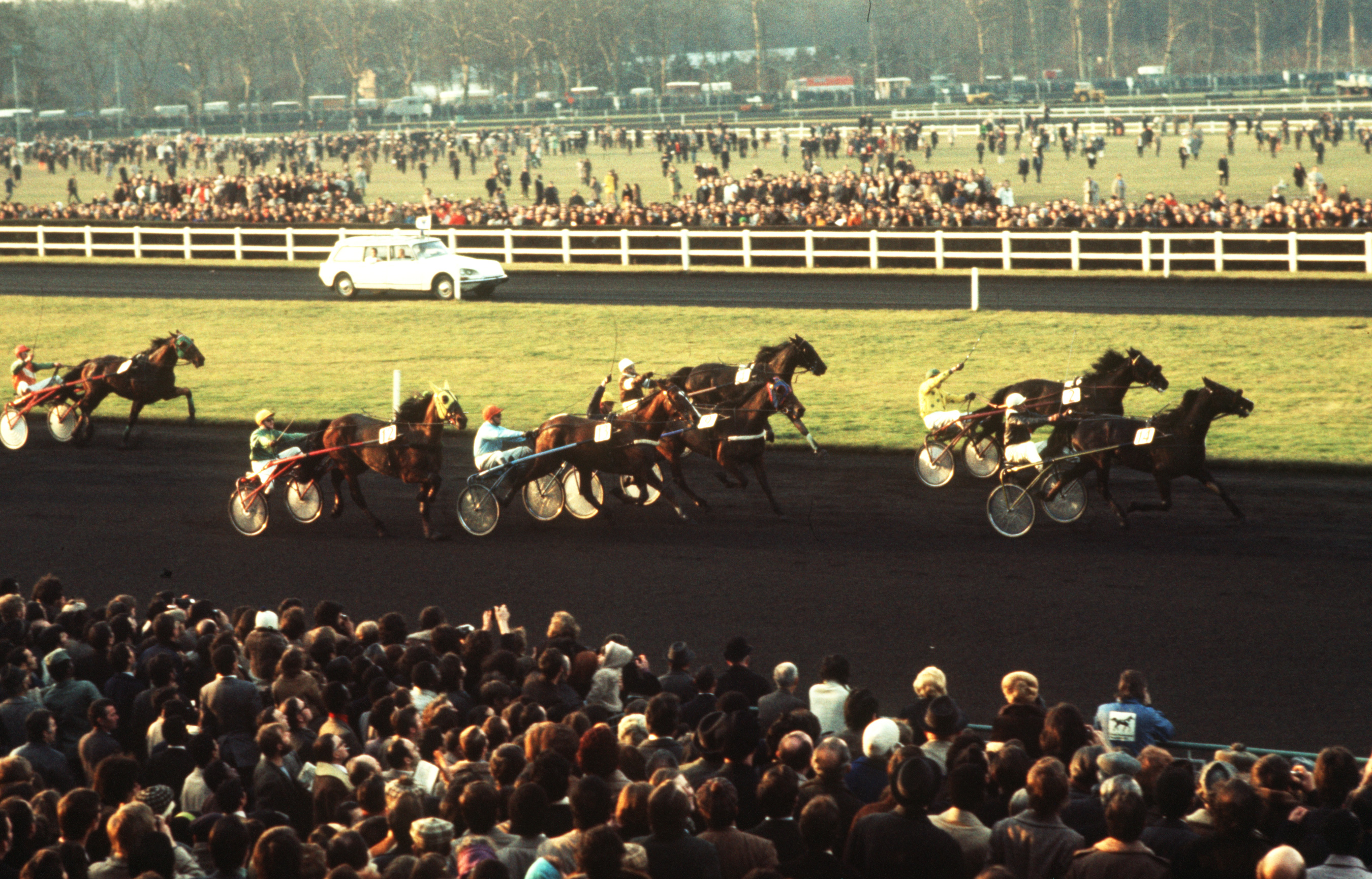
Lindstedt och Dart Hanover vinner Prix d'Amérique på Vincennesbanan 1973.

Wallner och Lindstedt satsade på en gemensam tränarrörelse och startade ett så kallat popstall tillsammans. Wallner åkte till USA 1968 och köpte Dart Hanover på auktion, som blev stallets genombrottshäst internationellt, och som Lindstedt senare skulle vinna både Elitloppet (1972) och Prix d'Amérique (1973) med.
Tillsammans startade de även en amerikansk rörelse, Continental Farms, tillsammans med travtränaren Jan Johnson 1975. Rörelsen drevs parallellt med den svenska verksamheten. De fick direkt in bra hästar i träning och många av de hästar som tränades i USA har haft stor betydelse för den europeiska travaveln.

## Större segrar i urval
| År   | Lopp                                   | Häst              | Tränare           | Grupp   |
| ---- | -------------------------------------- | ----------------- | ----------------- | ------- |
| 1962 | Svenskt Trav-Kriterium                 | Gay Gal           | Berndt Lindstedt  | Grupp 1 |
| 1965 | Årjängs Stora Heatlopp                 | Frances Nibs      | Olle Andersson    | Grupp 2 |
| 1965 | Konung Gustaf V:s Pokal                | Moneymaker        | Berndt Lindstedt  | Grupp 1 |
| 1967 | Konung Gustaf V:s Pokal                | Gay W.            | Håkan Wallner     | Grupp 1 |
| 1970 | Konung Gustaf V:s Pokal                | Zadar Deaner      | Håkan Wallner     | Grupp 1 |
| 1972 | Elitloppet                             | Dart Hanover      | Berndt Lindstedt  | Grupp 1 |
| 1973 | Prix d'Amérique                        | Dart Hanover      | Berndt Lindstedt  | Grupp 1 |
| 1977 | Elite-Rennen                           | Pershing          | Berndt Lindstedt  | Grupp 1 |
| 1977 | Svenskt Trav-Kriterium                 | Oktan Sund        | Berndt Lindstedt  | Grupp 1 |
| 1977 | Gran Premio delle Nazioni              | Pershing          | Berndt Lindstedt  | Grupp 1 |
| 1978 | Copenhagen Cup                         | Pershing          | Berndt Lindstedt  | Grupp 1 |
| 1978 | Hugo Åbergs Memorial                   | Pershing          | Berndt Lindstedt  | Grupp 1 |
| 1979 | Olympiatravet                          | Pershing          | Berndt Lindstedt  | Grupp 1 |
| 1979 | Elitloppet                             | Pershing          | Berndt Lindstedt  | Grupp 1 |
| 1979 | Elite-Rennen                           | Pershing          | Berndt Lindstedt  | Grupp 1 |
| 1979 | Gran Premio delle Nazioni              | Pershing          | Berndt Lindstedt  | Grupp 1 |
| 1981 | Hambletonian Oaks                      | Spring Dash       | Jan Johnson       |         |
| 1983 | Merrie Annabelle                       | Geraldine Broline | Håkan Wallner     |         |
| 1984 | Breeders Crown 2YO Colt & Gelding Trot | Workaholic        | Jan Johnson       |         |
| 1985 | Gran Premio Lotteria                   | Evita Broline     | Berndt Lindstedt  | Grupp 1 |
| 1986 | World Trotting Derby                   | Royal Prestige    | Jan Johnson       |         |
| 1987 | Peter Haughton Memorial                | Supergill         | Jan Johnson       |         |
| 1987 | Breeders Crown 2YO Filly Trot          | Nan's Catch       | Jan Johnson       |         |
| 1988 | Hambletonian Oaks                      | Nan's Catch       | Jan Johnson       |         |
| 1988 | World Trotting Derby                   | Armbro Goal       | Jan Johnson       |         |
| 1989 | International Trot                     | Kit Lobell        | Jan Johnson       |         |
| 1990 | Breeders Crown 3YO Filly Trot          | Me Maggie         | Jan Johnson       |         |
| 1991 | Elite-Rennen                           | Shogun Lobell     | Stig H. Johansson | Grupp 1 |
| 1991 | Breeders Crown Open Mare Trot          | Me Maggie         | Jan Johnson       |         |
| 1992 | Gran Premio delle Nazioni              | Kosar             | Stig H. Johansson | Grupp 1 |
| 1996 | Peter Haughton Memorial                | Yankee Glide      | Jan Johnson       |         |
| 1997 | Peter Haughton Memorial                | Harry's Bar       | Jan Johnson       |         |
| 1997 | Hambletonian Oaks                      | Must Be Victory   | Jan Johnson       |         |
| 1999 | Peter Haughton Memorial                | Smok'n Lantern    | Jan Johnson       |         |
| 1999 | Arthur J. Cutler Memorial              | Kick Tail         | Jan Johnson       |         |
| 2000 | Peter Haughton Memorial                | Yankee Mustang    | Jan Johnson       |         |
| 2000 | Hambletonian Oaks                      | Marita's Victory  | Jan Johnson       |         |
| 2001 | Merrie Annabelle                       | Fluttering Wings  | Jan Johnson       |         |

## Utmärkelser
2003 blev Lindstedt invald i den amerikanska travsportens Hall Of Fame, något som ingen annan europé då hade uppnått. Samma år mottog han Travsportens Hedersutmärkelse av Svenska Travsportens Centralförbund.